# (35087) von Sydow
(35087) von Sydow es un asteroide que forma parte del cinturón interior de asteroides descubierto el 16 de octubre de 1990 por Eric Walter Elst desde el Observatorio de La Silla, Chile.

## Designación y nombre
Designado provisionalmente como 1990 UE5. Fue nombrado von Sydow en honor al actor de origen sueco Max von Sydow, trabajó en varias películas bajo la dirección de Ingmar Bergman. Su papel más conocido es el que hizo en la película Det Sjunde Inseglet (El séptimo sello), donde juega al ajedrez con la Muerte.

## Características orbitales
von Sydow está situado a una distancia media del Sol de 1,932 ua, pudiendo alejarse hasta 2,103 ua y acercarse hasta 1,762 ua. Su excentricidad es 0,088 y la inclinación orbital 21,23 grados. Emplea 981,446 días en completar una órbita alrededor del Sol.

## Características físicas
La magnitud absoluta de von Sydow es 15,4.